# فرانك فين
فرانك فين (بالإنجليزية: Frank Finn)‏ هو لاعب كرة قدم أسترالية أسترالي، ولد في 13 نوفمبر 1911 في Warracknabeal ‏ في أستراليا، وتوفي في 9 مايو 2010.

## وصلات خارجية
- فرانك فين على موقع AustralianFootball.com (الإنجليزية)
- فرانك فين على موقع AFLtables.com (الإنجليزية)